# Bhutaniella
Bhutaniella là một chi nhện trong họ Sparassidae.